# Génébrières
Génébrières település Franciaországban, Tarn-et-Garonne megyében. Lakosainak száma 636 fő (2022. január 1.). Génébrières Léojac, Monclar-de-Quercy, Saint-Étienne-de-Tulmont, Saint-Nauphary, La Salvetat-Belmontet és Vaïssac községekkel határos.

## Népesség
A település népességének változása:
| Lakosok száma | 670  | 668  | 667  | 633  | 616  | 609  | 609  | 610  | 636  |
|               | 2013 | 2015 | 2016 | 2017 | 2018 | 2019 | 2020 | 2021 | 2022 |